# إدمون جوزيف شحادة
إدمون جوزيف شحادة ويعرف إختصارًا باسم إيدي شحادة (30 سبتمبر 1993) هو لاعب كرة قدم لبناني يلعب في مركز الهجوم مع نادي النجمة ومنتخب لبنان لكرة القدم.